# 中華航空358便墜落事故
中華航空358便墜落事故（ちゅうかこうくう358びんついらくじこ）とは、1991年12月29日に台湾（中華民国）の航空会社の中華航空（現：チャイナエアライン）の貨物機が墜落した航空事故である。エンジンが飛行中に脱落したことが事故の引き金となった。

## 事故の概要
当日、中華航空358便（機体はボーイング747-2R7F、機体記号B-198）は航空貨物便として台北の中正国際空港からアメリカ合衆国アラスカ州・アンカレッジ国際空港に向けて離陸した。ところが離陸して3分後、上昇中に5,200フィート (1,600 m)で第3エンジンが脱落して第4エンジンにぶつかり、第4エンジンも脱落して東シナ海に落下した。この時運航乗務員は異常が発生したのは第2エンジンだと報告している。
運航乗務員はトラブルを報告し、航空交通管制から空港に戻るための左旋回許可を受けた。しかし1分45秒後に358便から左旋回は不可能との交信が入り、そこで管制は右旋回を指示したものの、結局これが最後の交信となった。358便はしばらくして操縦不能に陥り台北郊外の山間部に墜落した。搭乗員5名全員が死亡した。
事故原因は、エンジンを主翼に止めるヒューズピンに亀裂が入っていたことである。エンジンが脱落し、片方の推進力が失われた上に、操縦が困難になり墜落した。
事故機は1980年に製造され、カーゴルックス航空がLX-ECVとして導入した後、1985年に中華航空に売却されたものであった。翌1986年5月には中華航空334便ハイジャック事件が当機で起きている。